# 五山送火

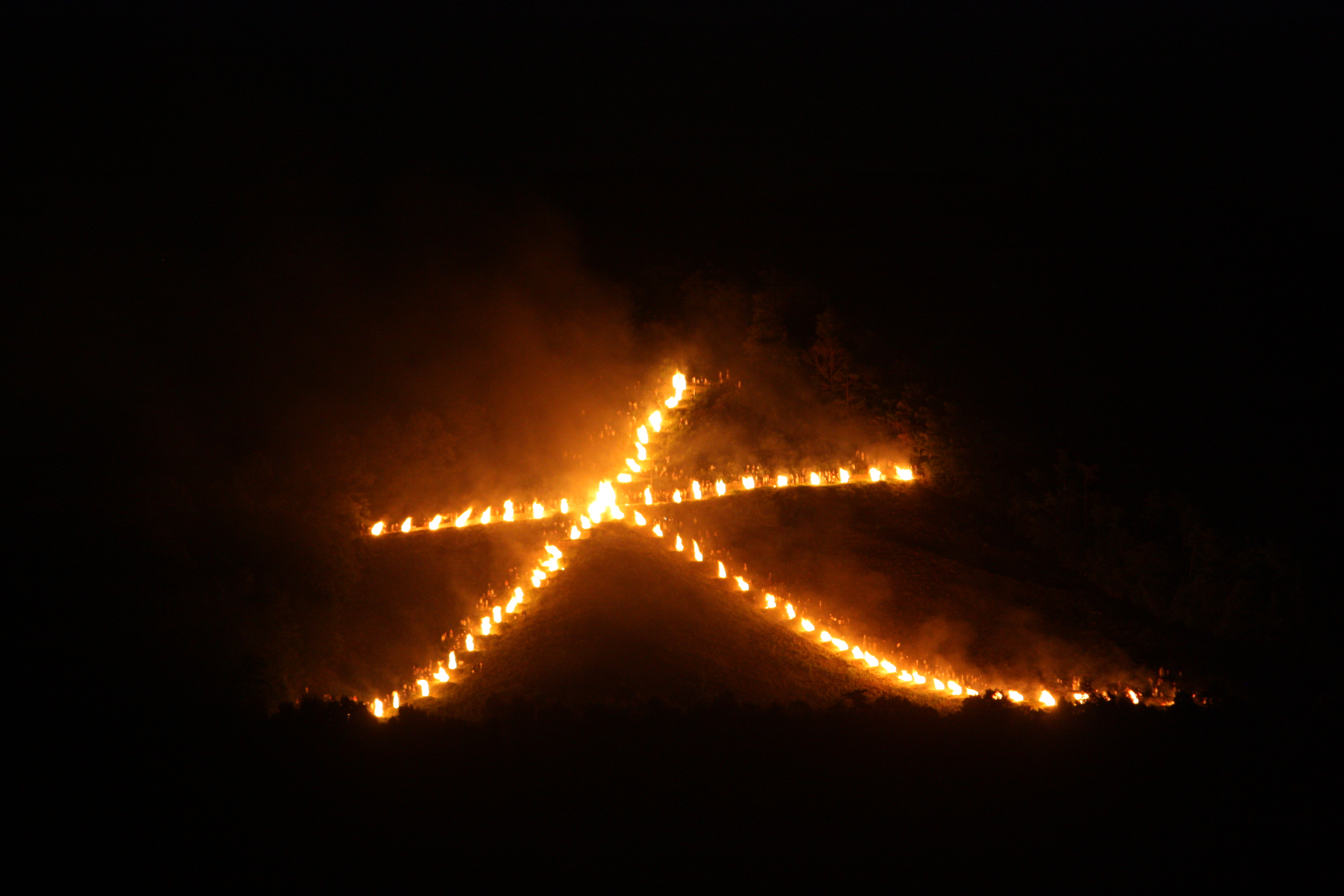
大文字（如意嶽）

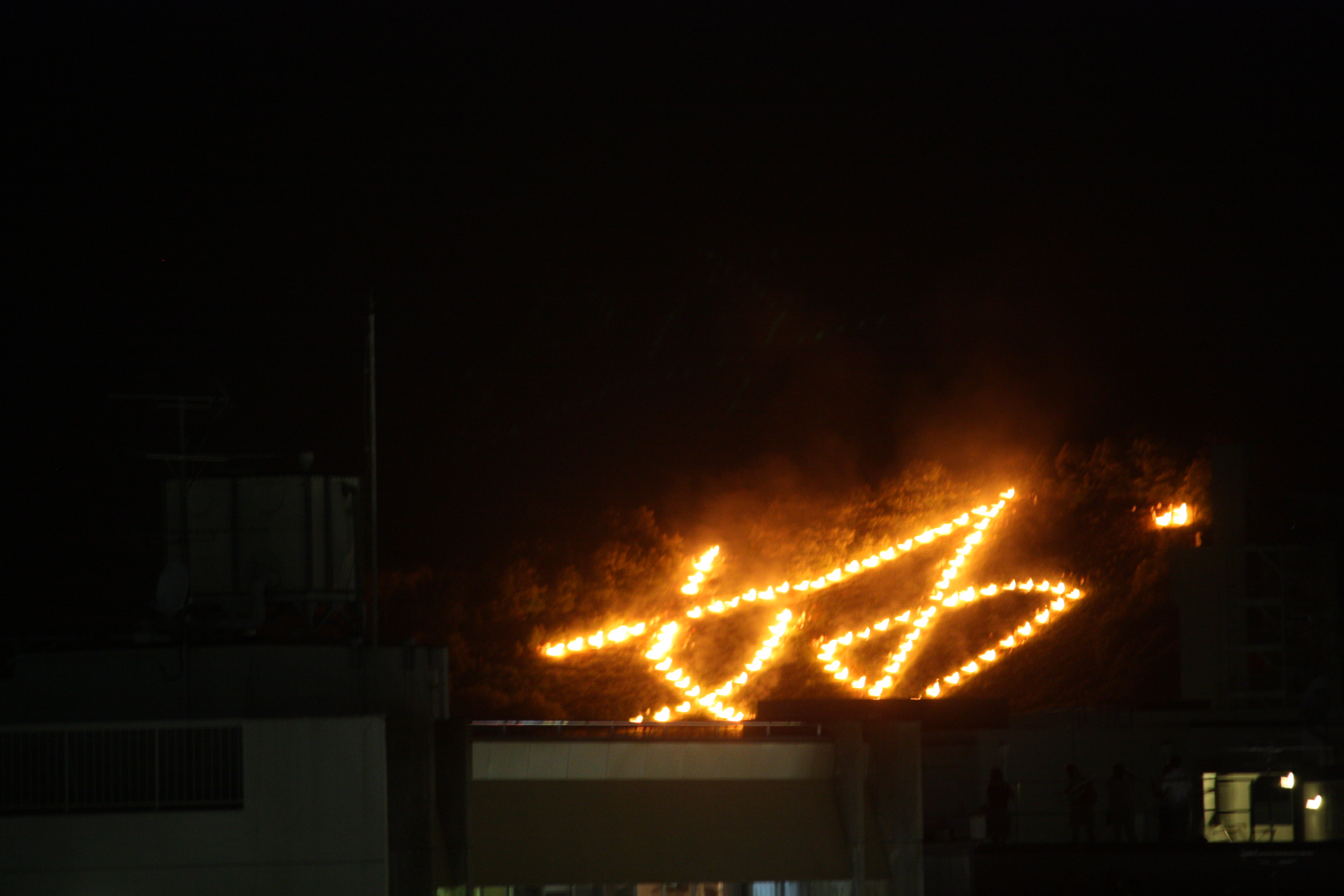
妙法『妙』

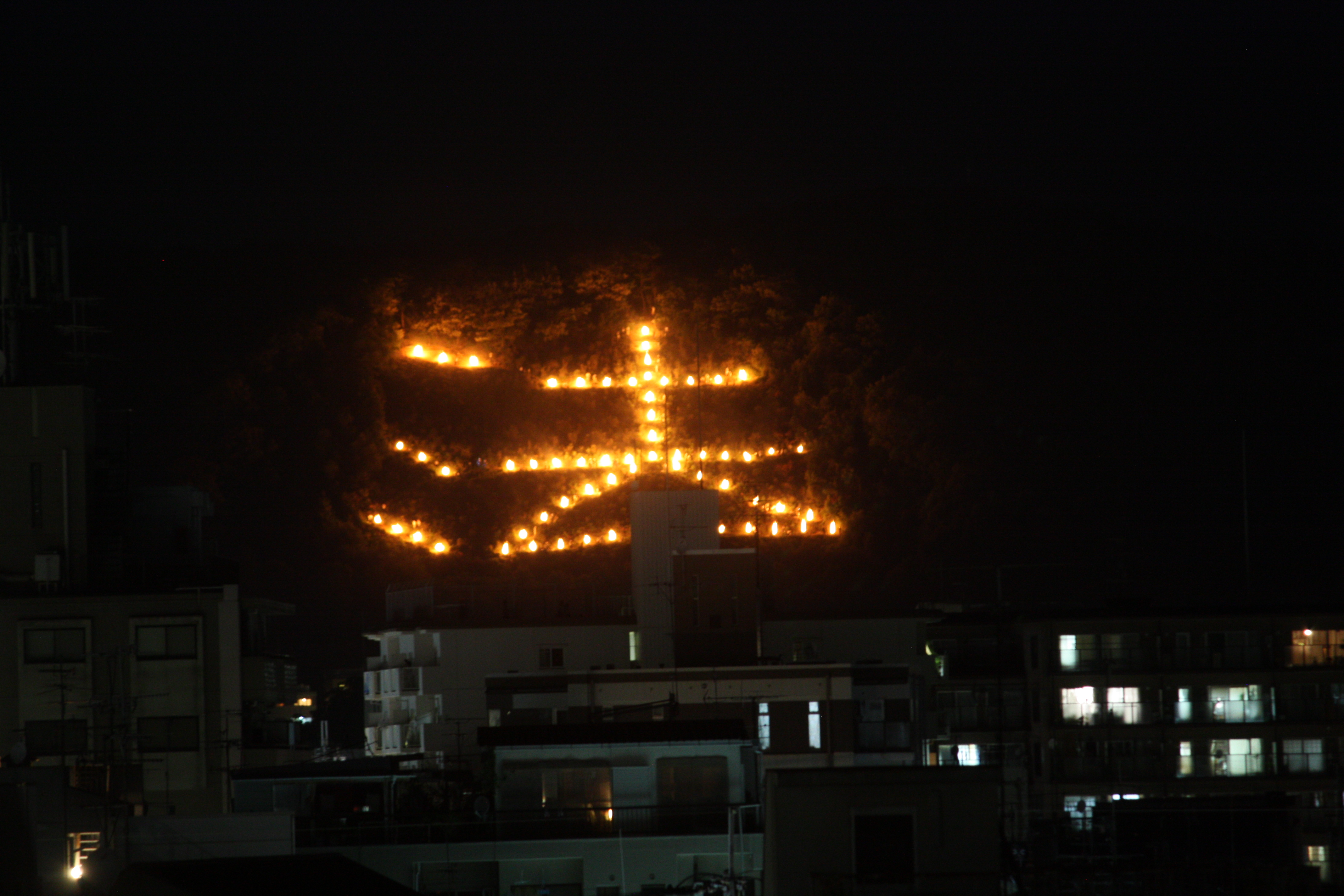
妙法『法』

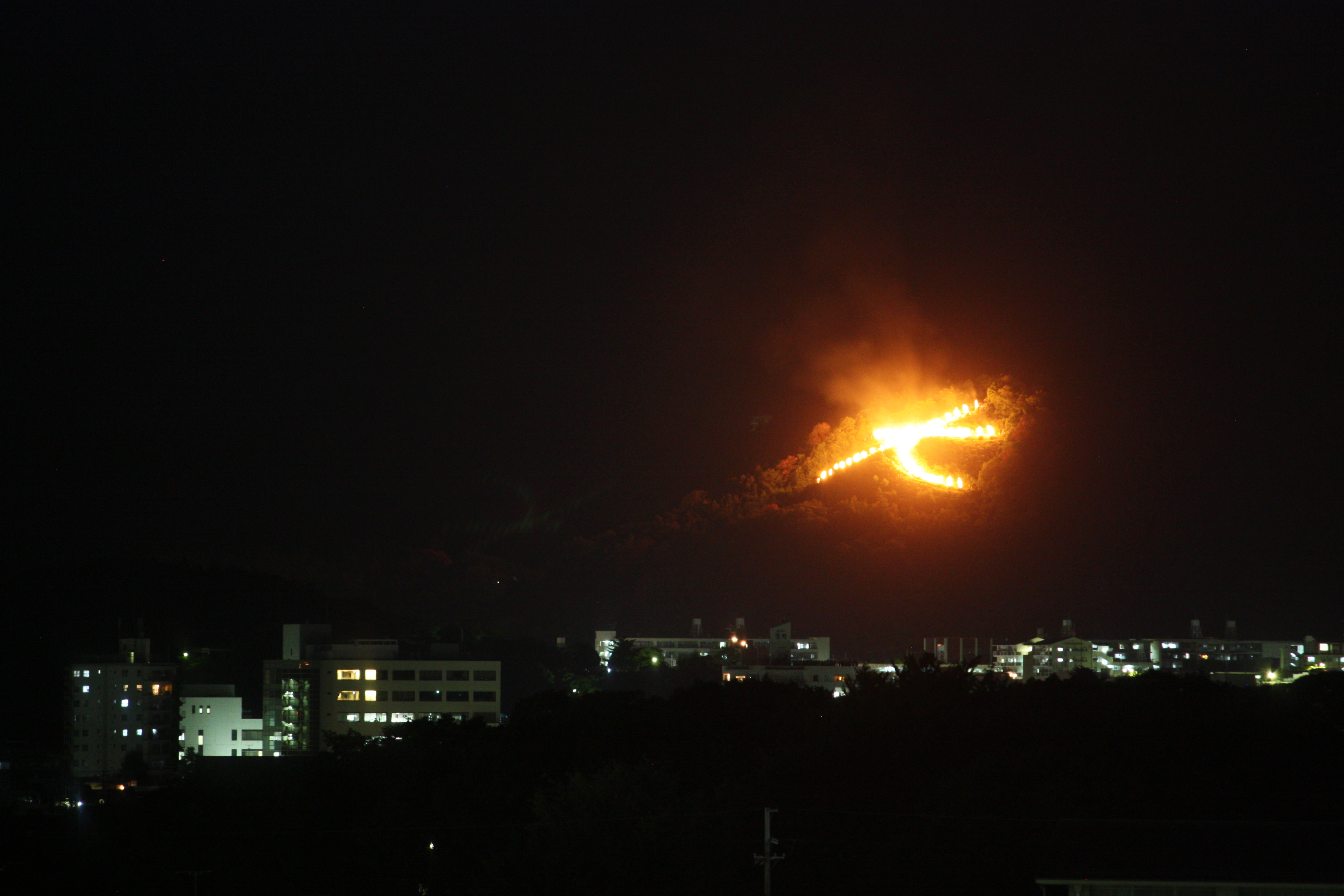
左大文字

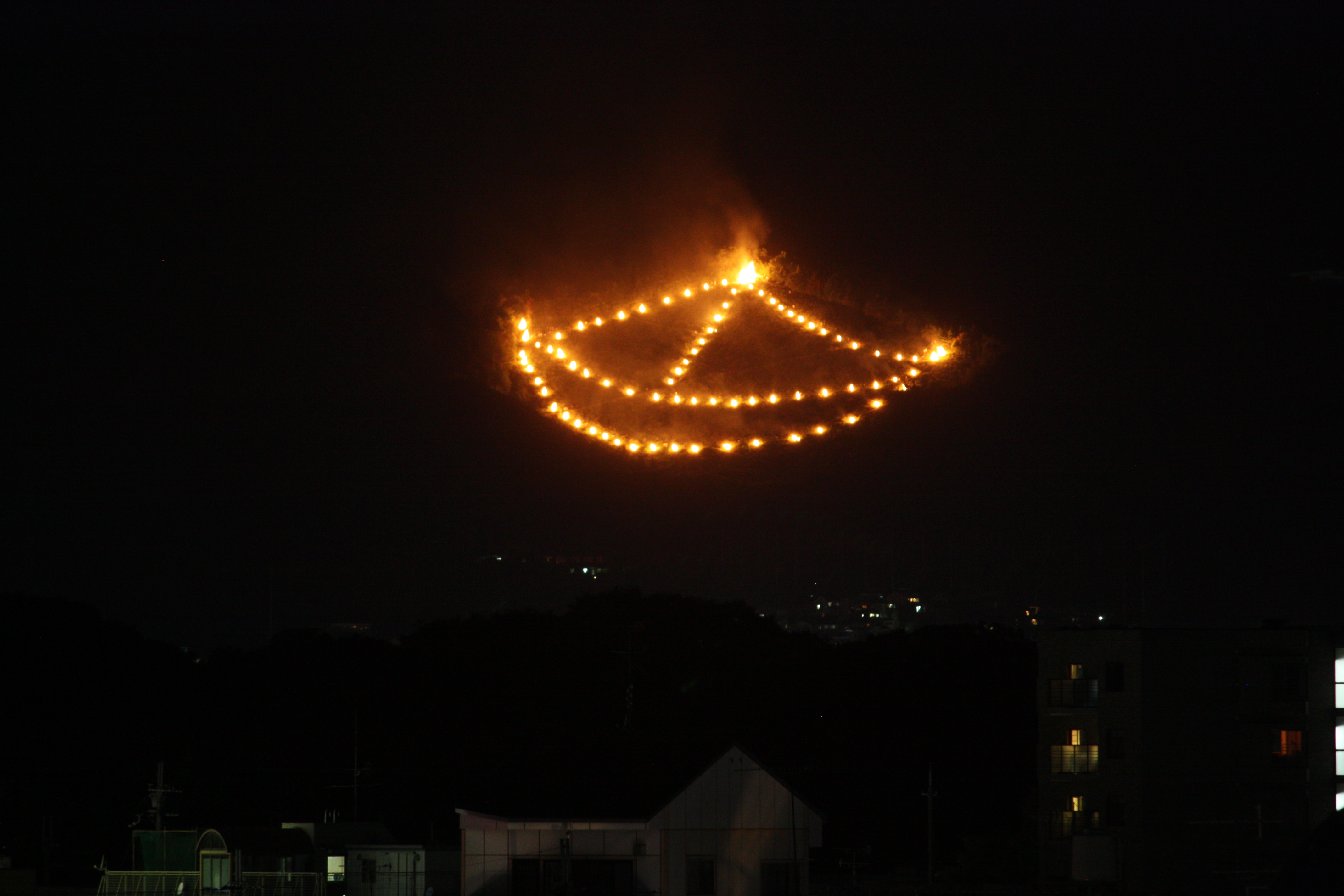
船形

五山送火（日语：／）是每年8月16日晚上8點（明治維新前為農曆七月十六）在日本京都府京都市左京區的如意嶽（大文字山）等山舉行的篝火。因宗教、歷史的背景，又稱「大文字送火」。

## 歷史
在山上的字跡點火，據說起源於平安時代或江戶時代，尚無定論。根據日本《雍州府志》記載，此儀式乃做為盂蘭盆會或施餓鬼的民俗活動而舉行，在《花洛細見圖》也介紹此為「盂蘭盆會的魂祭」，所以在江戶時代前期到中期之前，有盂蘭盆會的特性。
用火寫大字，世無他例，大字相傳出自弘法大師空海。送火一說代表人體，火焰燒盡隱藏在身體裡的75種煩惱；又說如往黑盆中注滿清水，讓水面映出燃燒中的火文字，喝下之後即可避免疾病上身。

## 概要
五山送火是京都有名的民俗活動，和葵祭、祇園祭、時代祭並稱京都傳統四大節慶。
毎年8月16日在五山生火，將稱作精靈的死者之靈送到另一個世界。
- 大文字：位於京都市左京區淨土寺的大文字山，又稱如意嶽。晚間8時整點火。

35°1′23″N 135°48′14″E / 35.02306°N 135.80389°E
- 妙、法：分別位於京都市左京區松崎西山及東山。晚間8時10分點火。

妙：35°3′21″N 135°46′32″E / 35.05583°N 135.77556°E
法：35°3′17″N 135°47′10″E / 35.05472°N 135.78611°E
- 船形：位於京都市北區西賀茂的船山。晚間8時15分點火。

35°3′59″N 135°44′3″E / 35.06639°N 135.73417°E
- 左大文字：位於京都市北區大北山（左大文字山）。晚間8時15分點火。

35°2′35.5″N 135°43′53″E / 35.043194°N 135.73139°E
- 鳥居形：位於京都市右京區嵯峨鳥居本（曼陀羅山）。晚間8時20分點火。

35°1′40″N 135°40′5″E / 35.02778°N 135.66806°E

## 各山

### 大文字
- 所在地：京都市左京區淨土寺七廻町
- 山名：大文字山。也稱作如意岳、如意嶽。
- 火床：75所
- 大小：一畫80m（45間・19床）、二畫160m（88間・29床）、三畫120m（68間・27床）
- 保存會：淨土院之檀家世襲。

登山口以送火時也使用的銀閣寺北側的路線為主。
太平洋戰爭中，1943年到1945年因灯火管制，所以送火中止。終戰翌年，1946年送火再開。

### 妙法
- 所在地：（妙）京都市左京區松崎西山、（法）京都市左京區松崎東山
- 山名：（妙）西山（135m）、（法）東山（186m）。西山也稱作萬灯籠山、東山也稱作大黑天山。二山也合稱妙法山。
- 火床：（妙）103所、（法）63所
- 大小：（妙）最大100m弱、（法）最大80m弱
- 保存會：之檀家世襲。

二山二字，但是視為一山一字。

### 船形
- 所在地：京都市北區西賀茂船山
- 山名：船山。也稱作萬灯籠山・西賀茂山・妙見山。
- 火床：79所
- 大小：縱約130m、橫約200m
- 保存會：西方寺之檀家世襲。

船形也寫作舟形，起源自承和14年（847年），西方寺的開祖・慈覺大師圓仁遭遇暴風雨之時，念「南無阿彌陀佛」的名號，最後平安無事返回日本。

### 左大文字
- 所在地：京都市北區大北山鏡石町
- 山名：大文字山。也稱作大北山・左大文字山。
- 火床：53所
- 大小：一畫48m、二畫68m、三畫59m
- 保存會：法音寺之檀家世襲。

1658年的『洛陽名所集』中無記載，但是記載在1673年～1681年的『山城四季物語』中，所以可能始於此期間。

### 鳥居形
- 所在地：京都市右京區嵯峨鳥居本一華表町
- 山名：曼荼羅山。也稱作仙翁寺山・萬灯籠山。
- 火床：108所
- 大小：縱76m、橫72m
- 保存會：和其他山不同，無寺之檀家世襲，由有志負責。

## 外部連結
- 京都五山送り火連合会（页面存档备份，存于） 大文字五山保存會連合會
- 京都市観光協会（页面存档备份，存于） 京都市觀光協會
- 大文字・五山送火 京都新聞社
- 京都ガイドブック・大文字の送火（页面存档备份，存于） 浪速書房
- 京都 / 大文字山